# Conversion d'un véhicule en électrique

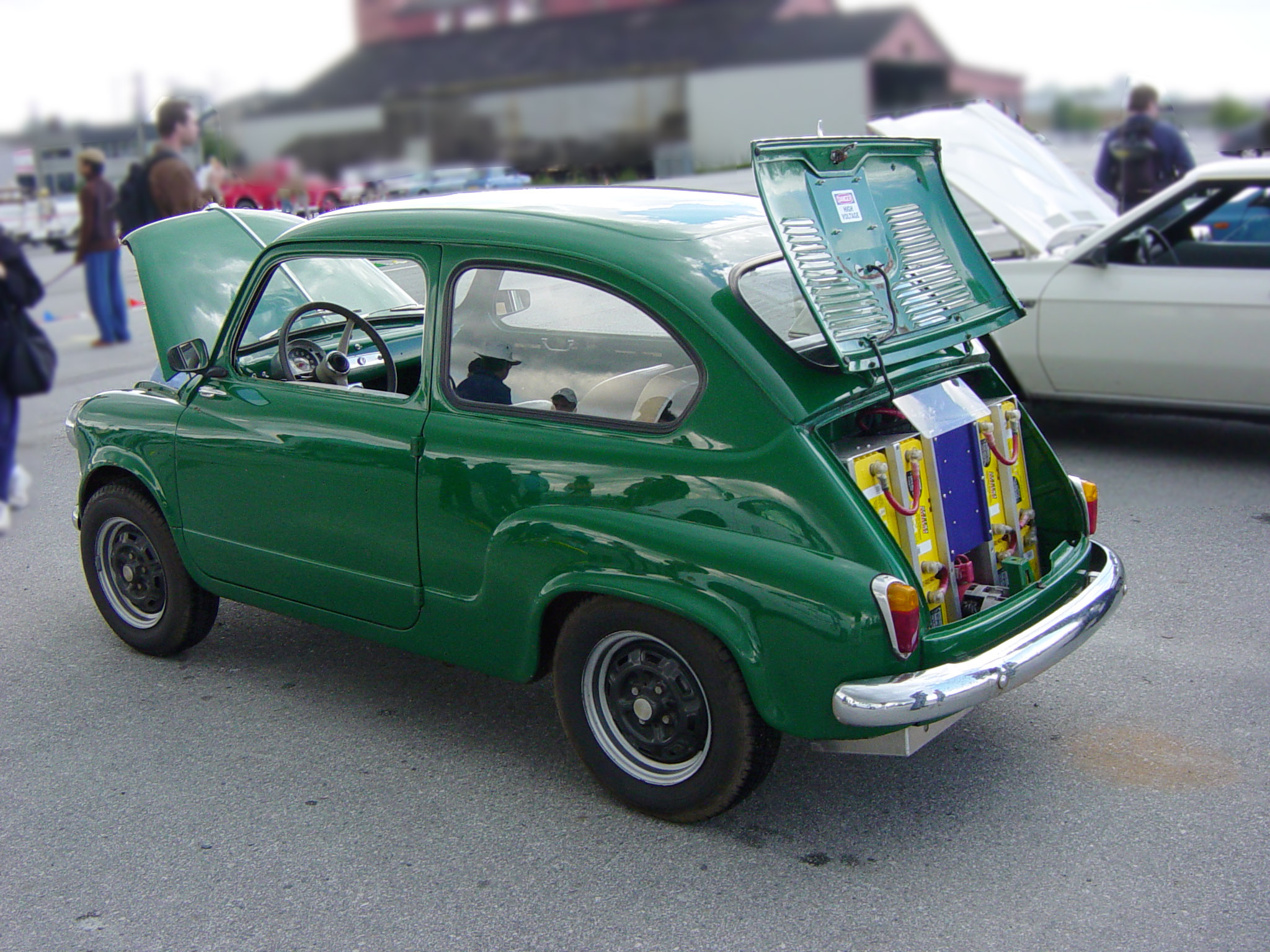
Automobile à moteur à combustion convertie en véhicule électrique.

En génie automobile, la conversion de véhicules thermiques en véhicules électriques, également nommé « rétrofit », est le remplacement du moteur à combustion d'une voiture et de ses composants connectés par un moteur électrique et des batteries, afin de créer un véhicule tout électrique.

## Objectifs
En France, une étude de l'Agence de l'environnement et de la maîtrise de l'énergie (Ademe) parue en mai 2021 estime qu'en prenant en compte le cycle de fabrication, on évite 66 % d'émissions de CO2 en « rétrofitant » un diesel, contre seulement 47 % en achetant un véhicule électrique neuf, mais souligne que le coût de développement du rétrofit est sans doute un peu élevé pour les jeunes acteurs du secteur ; ces derniers parient sur un potentiel de conversion à l'électrique de plusieurs centaines de milliers de véhicules thermiques. Le coût du rétrofit se situe au départ entre 17 000 € et 25 000 € hors taxes pour un véhicule utilitaire, et entre 14 000 € et 20 000 € TTC pour une voiture particulière, mais l'industrialisation de la pratique pourrait ramener son coût à 5 000 € après subventions.

### Obstacles
Sans les aides d'État, une telle transformation n'est pas viable. « La transformation vaut... de 10 000 à 12 000 euros bonus non déduit pour une petite urbaine genre Fiat 500 ». Elle peut poser des problèmes de sécurité par rapport à un véhicule neuf au niveau de la fixation du pack de batteries ou en raison de l'absence d'essai de choc requis et du risque d'électrocution lors d'une éventuelle désincarcération.

## En France

### Législation et politiques publiques
La législation en France n'autorisait pas ces conversions avant le 4 avril 2020, date d'un arrêté ministériel sous certaines conditions.
Le rétrofit bénéficie d'un bonus à l'achat de 1 000 €, comme les véhicules propres d'occasion, auquel s'ajoutent des « primes au rétrofit » calquées sur les primes à la conversion, de 2 500 € et même 5 000 € sous condition de ressources. De plus, certaines régions, ou des collectivités locales ayant mis en place des zones à faibles émissions (ZFE), proposent, elles aussi, des aides, allant de 2 500 € en Île-de-France jusqu'à 7 500 € en Provence-Alpes-Côte d'Azur, pour les camions ou les bus.
En 2023, le gouvernement lance un « plan d’action national en faveur du rétrofit » avec trois objectifs : simplifier les règlementations, soutenir la filière financièrement et aider les automobilistes en augmentant les primes à 6 000 € pour les voitures et 10 000 € pour les véhicules utilitaires légers. Alors qu'un rétrofit coûte couramment plus de 15 000 € euros, pour aboutir à un véhicule électrique d'une autonomie de 150 km, le gouvernement veut faire baisser cette facture en-dessous de 10 000 €, en poussant par exemple les entreprises du secteur à mettre en commun leurs investissements. Une enveloppe allant jusqu'à 20 millions € est prévue, dans le cadre du plan d'investissement France 2030, pour soutenir le développement de l'offre de rétrofit,.

### Exemples
En France en 2023, Lormauto un petit constructeur Normand a réussie à faire homologuer — via l'UTAC — des Renault Twingo I, en privilégiant les phase 4 immatriculées depuis 2004, qui offrent de meilleurs équipements de sécurité. L'autonomie des véhicules est de 100 km,. L'industrialisation a été lancé en 2024, et le loueur UCAR est partenaire de sa diffusion. Renault n'a pas noué de partenariat avec cette entreprise mais soutient l'initiative de R-Fit, qui souhaite également convertir des Twingo à l'électrique.

### Acteurs du rétrofit
| Structure              | Kit    | Création | Application                                                                              | Commentaires                                               |
| ---------------------- | ------ | -------- | ---------------------------------------------------------------------------------------- | ---------------------------------------------------------- |
| Carwatt                | -      | 2015     | Rétrofit 100% électrique sur véhicules industriel aéroportauaire.                        |                                                            |
| Solution F             | Twin-E | 1985     | Remplacement boite de vitesse + embrayage par machine électrique pour aboutir à un PHEV. | Compatible avec moteur Renault 1.5 dCi, PSA 1.4 et 1.6 HDi |
| Lormauto               | -      | 2020     | Reconstruction partielle de véhicules de grande diffusion, passage en 100% électrique.   | Twingo I phase 4                                           |
| Phinia                 | -      | 2001     | Conversion d'alimentation par combustible hydrogène, sur VUL.                            |                                                            |
| Quinomic               | -      | 2021     | Rétrofit 100% électrique sur VUL du groupe Stellantis.                                   |                                                            |
| REV Mobilities         | -      | 2022     | Rétrofit 100% électrique sur Anciennes, VUL, Poids lourd, Bus                            |                                                            |
| Safra SA               | -      | 2021     | Rétrofit 100% électrique alimenté par PAC hydrogène sur Poids lourd et Autocar.          |                                                            |
| Transition-One         | -      | 2018     | Rétrofit sur Twingo II, Fiat 500, Mini, Clio III, Kangoo II                              | Fin d'activité en 2023                                     |
| Tolv                   | -      | 2019     | Rétrofit 100% électrique sur VUL du groupe Renault.                                      | Anciennement Phoenix Mobility                              |
| 2CV Méhari Club Cassis | R-FIT  | 1992     | Passage en 100% électrique, mais conservation de la boite de vitesses + embrayage.       | 2CV, 2CV Fourgonnette, 4L, R5                              |